# アサガオ
アサガオ（朝顔、牽牛花、学名: Ipomoea nil）は、ヒルガオ科サツマイモ属の一年性植物。原産地はヒマラヤ地方、熱帯アジア、あるいは熱帯アメリカなど諸説ある。日本で最も発達した園芸植物で、古典園芸植物のひとつでもある。別名でコアサガオともよばれる。中国語で牽牛（別名：牽牛花）と書く。

## 特徴

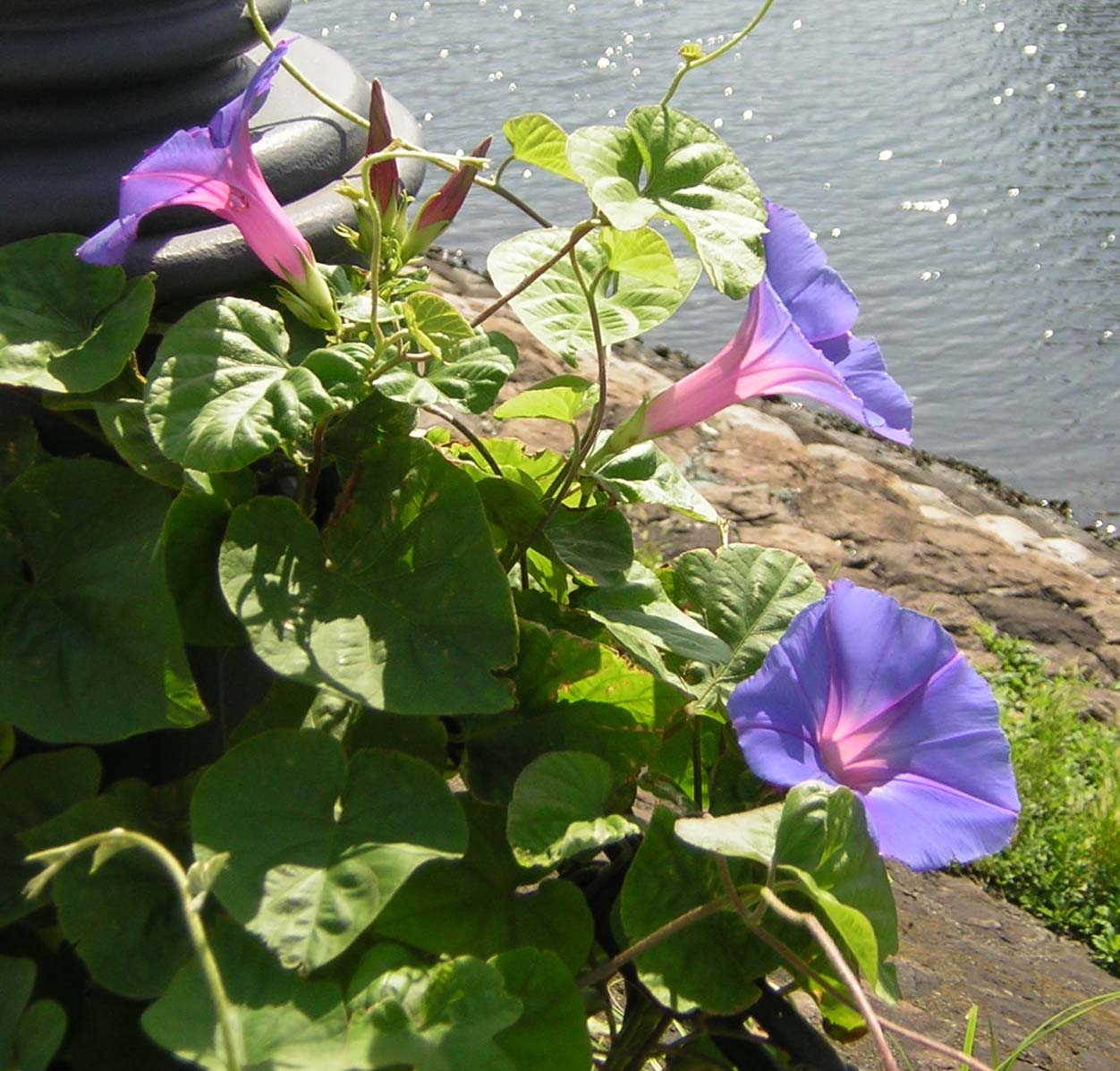
紫色のノアサガオ

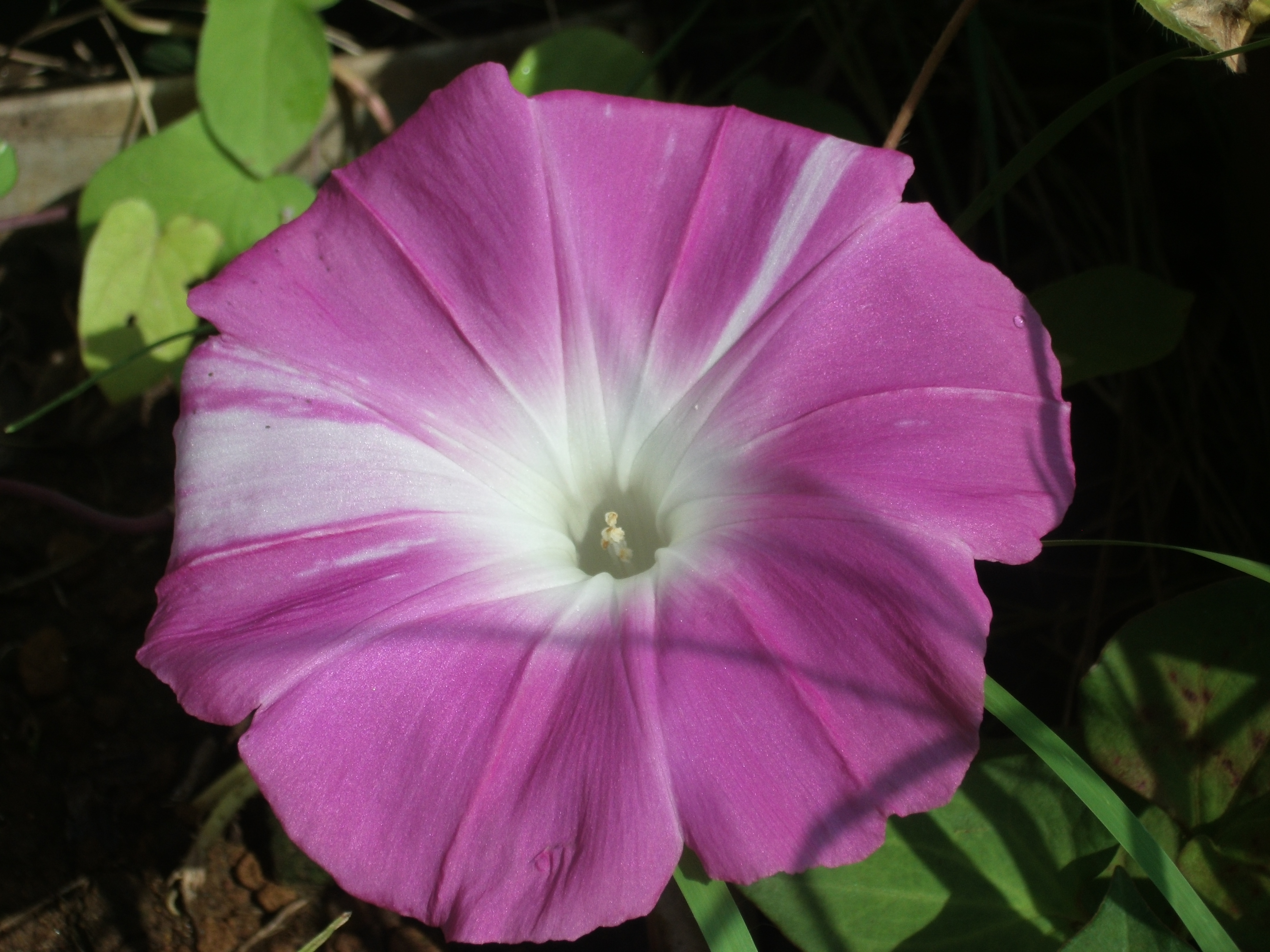
赤紫色の朝顔

茎はつる性で、葉は広三尖形で、ふつう3裂するが、まれに分裂しないものもある。葉面に細毛を有する。
花は大きく開いた円錐形で、真夏に開花する。1輪の花は，外側から萼5、花弁5(1)、おしべ5、めしべ1を有する。5枚の漏斗状の花弁は融合し、漏斗状になっている。それぞれの花弁の中央に、放射状の中肋（アサガオでは特に「曜」と呼ばれる）が走っている。子房は3つの子房室からなり、各子房室には2つの胚珠がつくられる。萼の裂片は先が細く伸びて、長さは幅の5倍ほどになる。花枝は、一般に葉柄よりも短かく、先に花を1 - 3個つける。果実は上か横を向いている。
なお、朝顔の種は「硬実種皮」といって、種皮が硬く、水分を種子の内部になかなか浸透させない構造になっている。そのため、収穫した種子をそのまま植えても発芽しにくく、発芽させるためには「芽切り」といって種に傷をつける処理が必要になる。

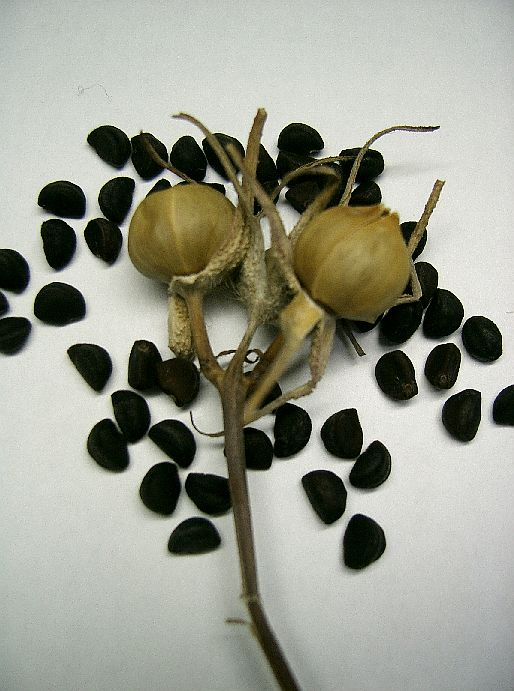
種子

## 分布

### 原産地
自生種が存在することから、
- ヒマラヤ[4]かネパールから中国にかけての地域
- 熱帯アジア

のどちらかが原産地であるとする説が有力であった。しかし近年になって、熱帯アメリカ大陸が原産地であるとする説が出されている。

### 日本
当該植物が「朝顔」と呼ばれるようになったのは平安時代からで、日本への伝来は、奈良時代末期に遣唐使がその種子を薬として持ち帰ったものが初めとされる。『和名抄』（929 - 930年）にアサガオ、『古今和歌集』（913年）にケニゴシ（牽牛子）の名がある。アサガオの種の芽になる部分には下剤の作用がある成分がたくさん含まれており、漢名では「牽牛子（けにごし、けんごし）」と呼ばれ、奈良時代や平安時代には薬用植物として扱われていた。和漢三才図会には4品種が紹介されている。今日では観賞用に多数の園芸品種が作出されているが、しばしば野生化したものも見られる。
なお、遣唐使が初めてその種を持ち帰ったのは、奈良時代末期ではなく、平安時代であるとする説もある。この場合、古く万葉集などで「朝顔」と呼ばれているものは、本種でなく、キキョウあるいはムクゲを指しているとされる。

## 利用

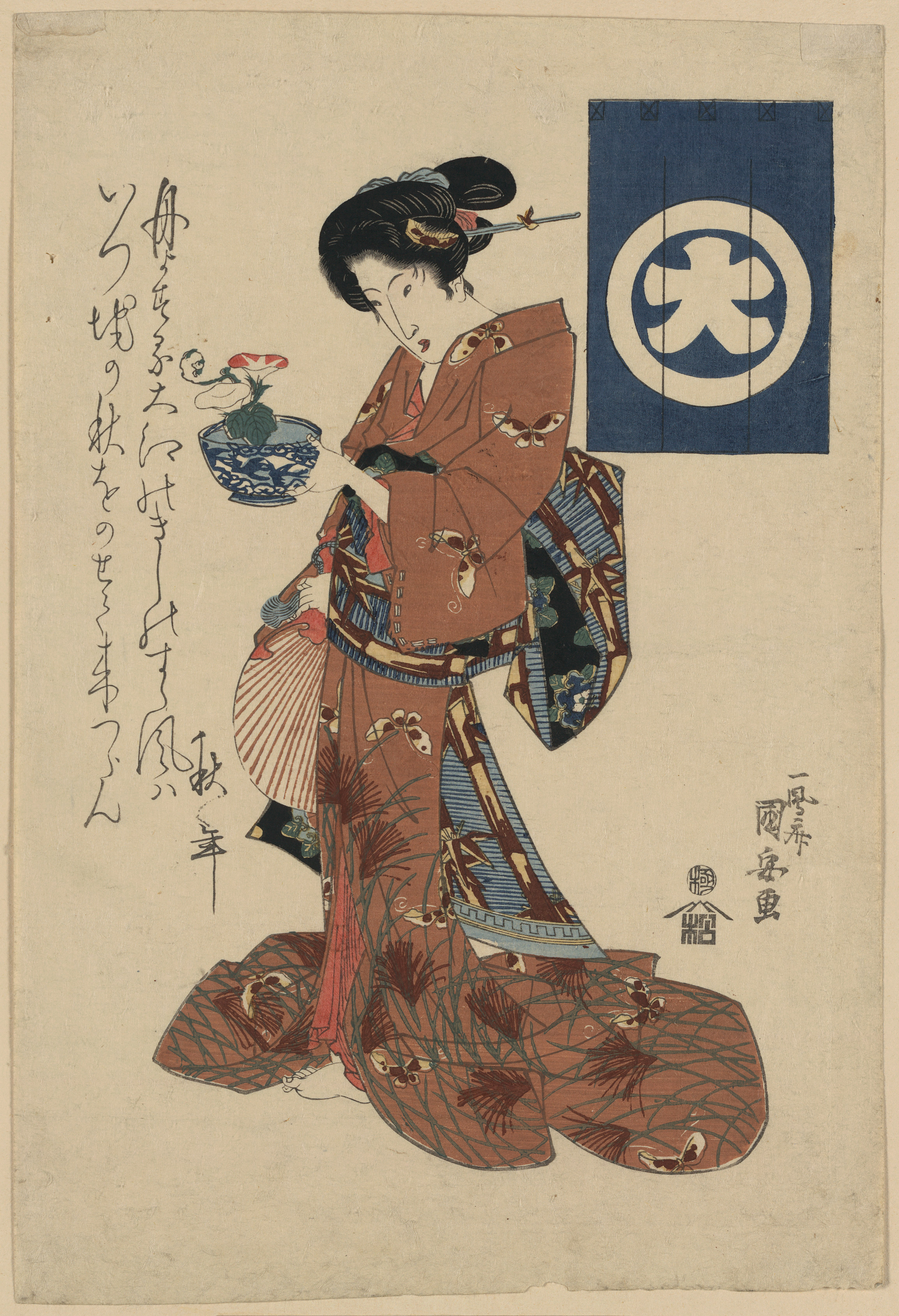
日本では薬用よりも観賞用として人気を集めた

### 薬用
種子は「牽牛子」（けにごし、けんごし）と呼ばれる生薬として用いられ、日本薬局方にも収録されている。中国の古医書『名医別録』では、牛を牽いて行き交換の謝礼したことが名前の由来とされている。
粉末にして下剤や利尿剤として薬用にする。煎液にしても効かない。種子は煮ても焼いても炒っても効能があるものの毒性がとても強く、素人判断による服用は薦められない。
朝顔の葉を細かに揉み、便所の糞壺に投じると虫がわかなくなる。再びわくようになったら再投入する。

### 毒性
毒成分
ファルビチン、コンボルブリン
毒部位
種子
毒症状
嘔吐、下痢、腹痛、血圧低下

## 品種改良
世界的に見ても、これほど形態が多種多様に変化した園芸植物は他にない。ほとんどの変異は江戸時代に生まれたものである。変異の著しいものには種子を作ることができないものもある。

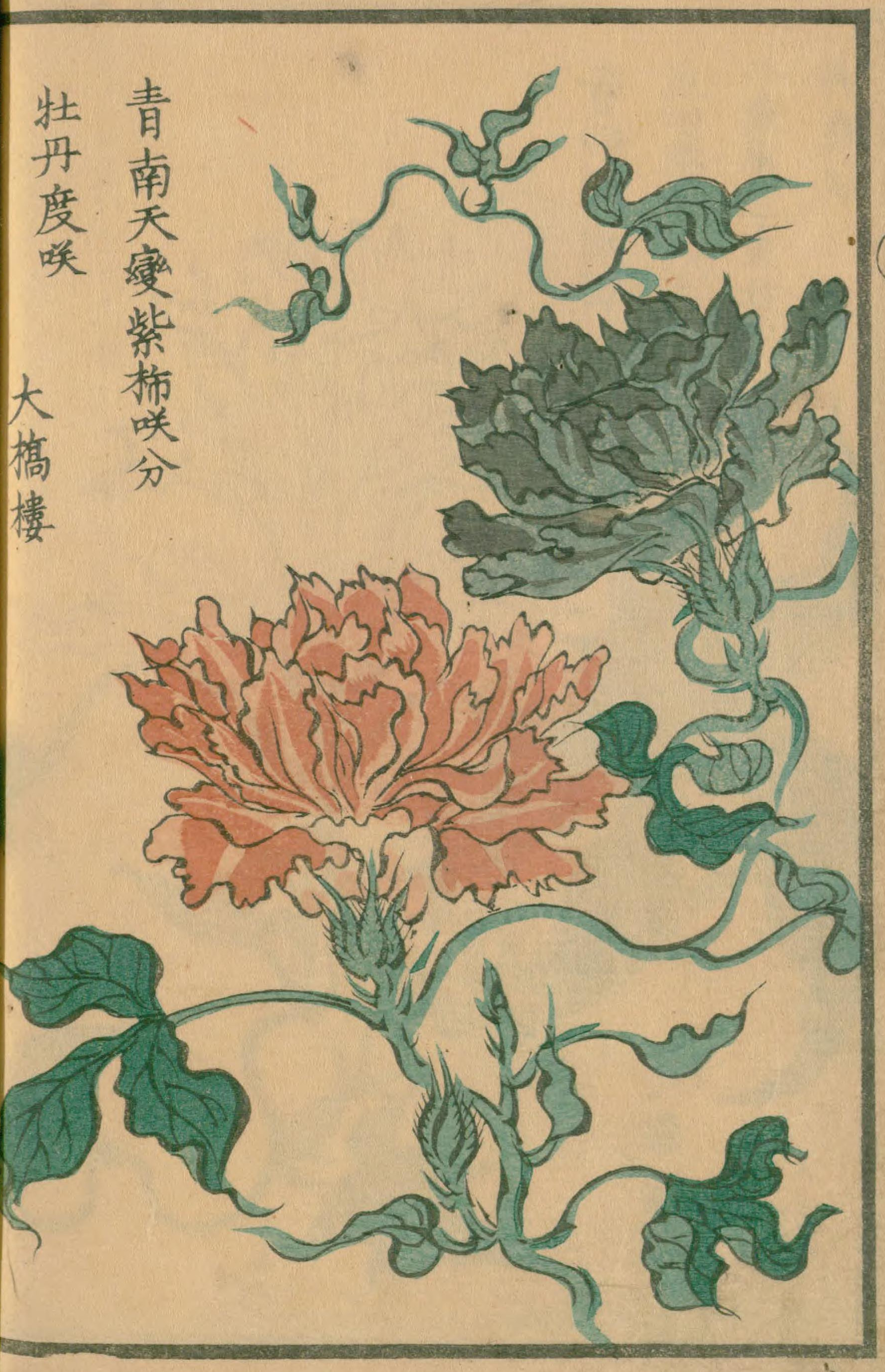

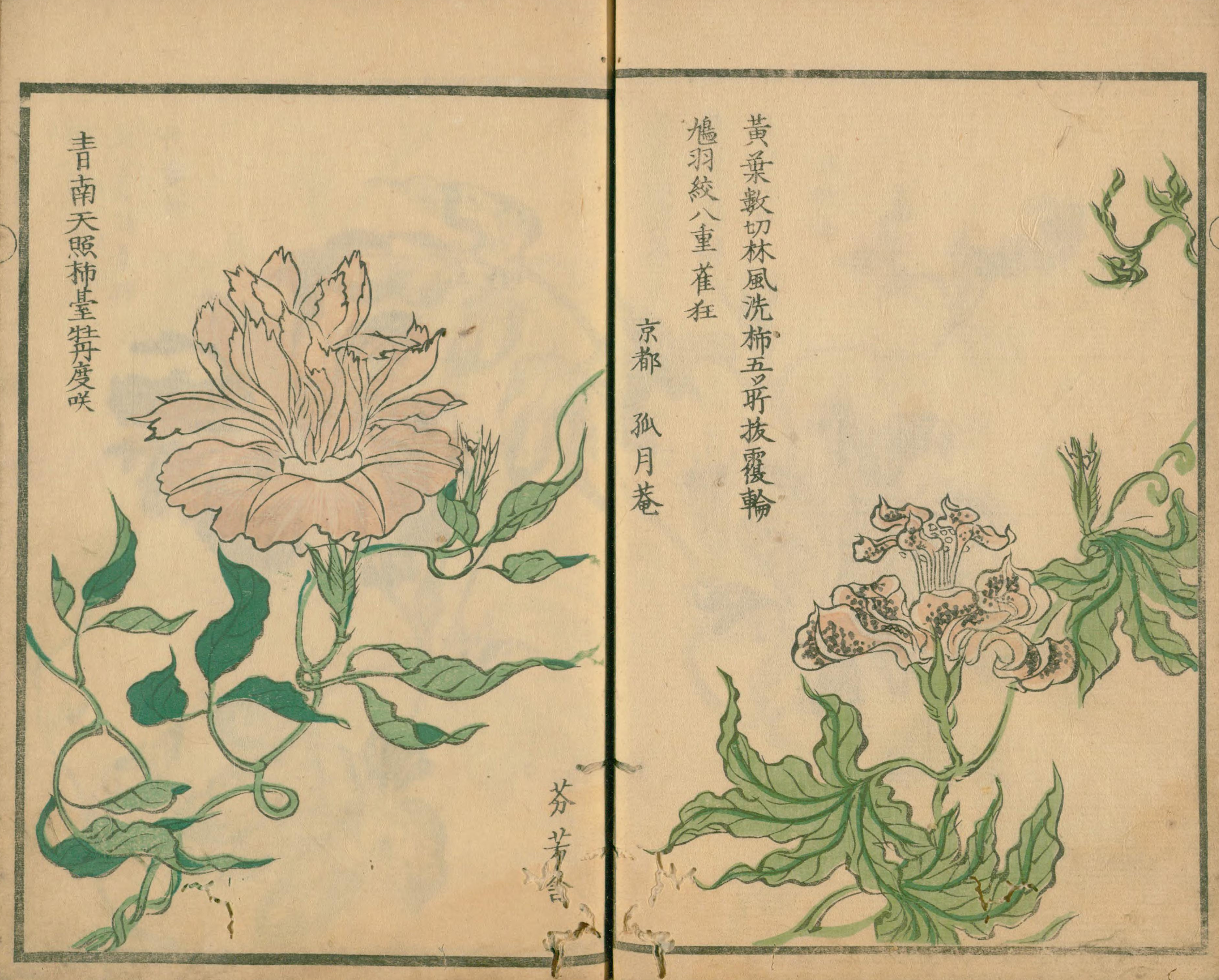
変化朝顔の例

この変異が著しいために、種子ができない、または非常に結実しにくいものは「出物（でもの）」と呼ばれる。不稔である出物の系統を維持するためには、変化が発現しなかった株（「親木（おやぎ）」と呼ばれる）により遺伝的に伝えて行くしかない。したがってたくさんの種をまき、小苗の内に葉の特徴から変化を有している株は出物として鑑賞用に育成し、残りの株の中から出物の変異を隠し持っている親木を鑑別し、こちらは出物の採種用として育成することになる。そのため江戸時代の人々は経験的にメンデルの法則を知っていたとも言われる。
20世紀に入り多様な遺伝子変異を持つアサガオは、遺伝学的解析や生理学的解析研究を行う遺伝学の研究対象となった。現在も遺伝学および生理学の研究材料として用いられている。

### 品種改良の歴史
江戸時代の2度の朝顔ブームを機に品種改良が大きく進んで観賞用植物となり、木版の図譜類も多数出版された。この時代には八重咲きや花弁が細かく切れたり、反り返ったりして本来の花型から様々に変化したものが生まれた。これらの朝顔を現代では「変化朝顔」と呼ぶ。変化朝顔は江戸、上方を問わず大きく流行し、特に珍しく美しいものは、オモトや菊などと同様、非常に高値で取り引きされた。「大輪朝顔」も「正木（まさき）」と呼ばれる結実する変化朝顔の一種である。江戸時代の変化朝顔ブームは、文化・文政期（1804年-1830年）、嘉永・安政期（1848年-1860年）にあり、幕末には約1200系統が作られた。ブームの発端は、文化3年（1806年）の江戸の大火で下谷に広大な空き地ができ、そこに下谷・御徒町村付近の植木職人だった成田屋留次郎が、いろいろな珍しい朝顔を咲かせたことによる。留次郎は、江戸・京都・大阪の変化朝顔をまとめた『三都一朝』を出版し、品評会である「花合わせ会」を各地で催すなど、朝顔ブームの仕掛人であった。変化朝顔の栽培方法を記した『牽牛花水鏡』や、変化朝顔の図諧『あさがお叢』『朝顔三十六花撰』なども出版された。その後、趣味としてだけでなく、下級武士の御徒が内職のひとつとして組屋敷の庭を利用して朝顔栽培をするようにもなった。

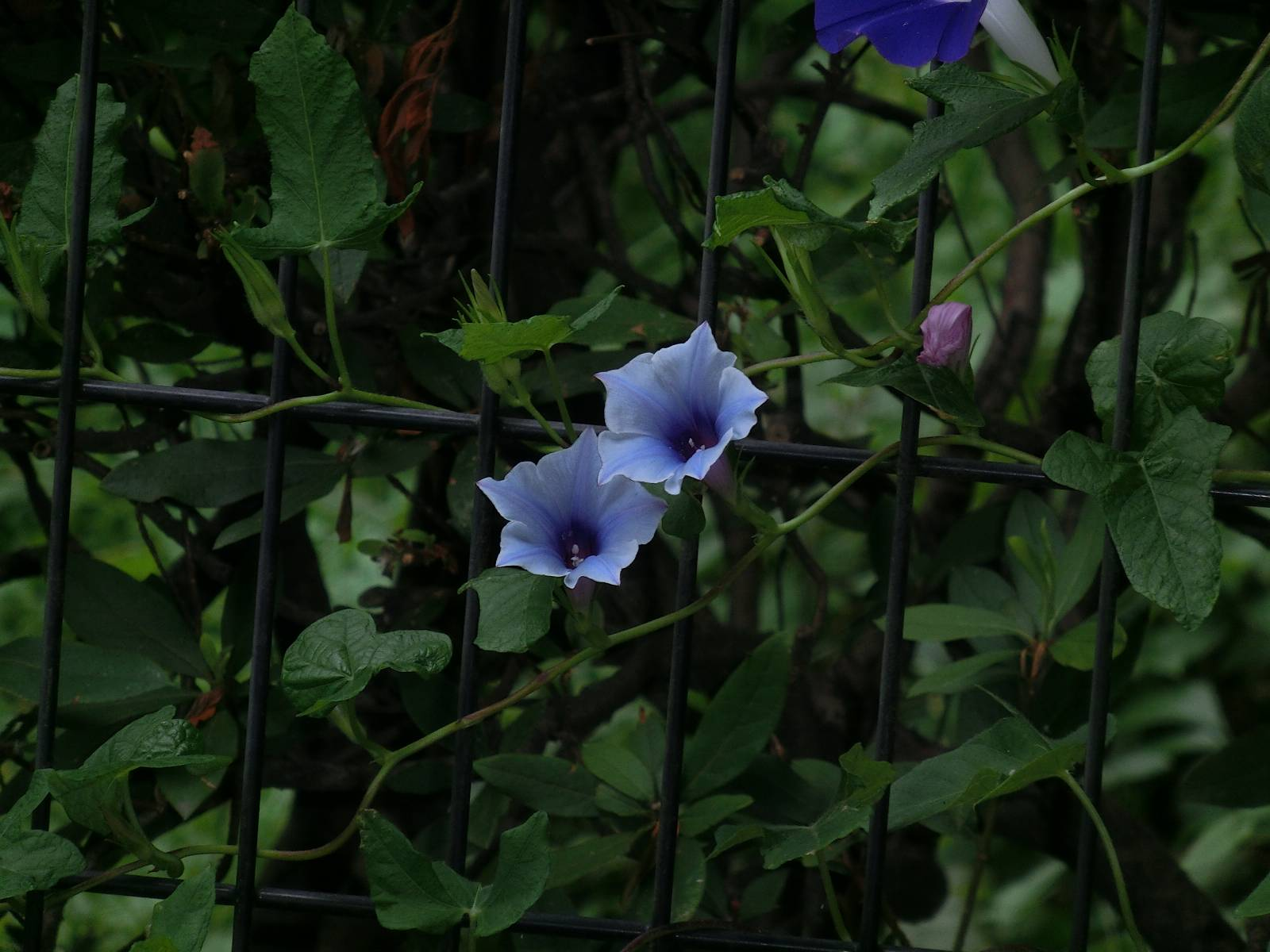
8月に咲いた桔梗型

上記とは別に、熊本藩では武士たちによる園芸が盛んで、朝顔も花菖蒲や菊、芍薬、椿、山茶花などと共に愛好されており、盛んに育種されて独自の系統が生まれた。この花は変化朝顔とは違い、本来の朝顔の花型を保ち、大輪であり、「肥後朝顔」と呼ばれる。これが後世の大輪朝顔の祖先の一つになった。これら熊本の六種類の園芸植物は現在「肥後六花」と総称され、熊本に伝えられている。
明治時代以降も変化朝顔は発展して、「東京朝顔研究会」などの愛好会が生まれ、もてはやされた。この頃にはあまりな多様性よりも花型の洗練が追求され、対象となる花型が絞られた。
やがて花型の変化ではなく、花径の大きさを追求する「大輪朝顔」が発展し始める。通常の朝顔の曜の数は5弁であるが、「大輪朝顔」では曜の数が6-9弁程度に増える。この曜の数を増やす変異は「洲浜」と呼ばれ、肥後朝顔にもみられる。この洲浜変異をもつ系統を、他の系統と交配することにより次第に発展し、「青蝉葉系」と「黄蝉葉系」が生まれた。前者は成長が早いため「行灯（あんどん）作り」、後者は「盆養（切り込み）作り」「数咲き作り」という仕立て方で咲かせるのが本式である。行灯作りとは、支柱三個に輪が三つついている支柱、あるいは、らせん状にまいた針金を竹に取り付けたものに蔓を絡めていき仕立てをする方法である。切り込み作りは、茎を切り込んで脇芽を出し、背丈の低い引き締めた形、まるで盆栽のように作る方法である。
戦後は大輪朝顔が主流を占めるようになり、直径20cm以上にもなる花を咲かせることのできる品種も現れた。もちろんそのためには高度な栽培技術が確立されたことも重要である。変化朝顔は維持が難しいためごく一部でのみ栽培されている。
暗闇の時間が短いと、開花する時刻は大幅に遅れる。もしも暗闇がいっさい与えられなければ、ツボミは開かない。
アサガオは色彩も豊富である。原種は薄い青色だが、品種改良によって白、紅色、ピンク、紫、濃紺、浅黄色等の品種が生まれた。また、茶色、灰色、黒鳩色、紅鳩色、葡萄鼠色など通常の花色としてはかなり特異な品種も存在する。
「黄色の朝顔」と「黒色の朝顔」の両者は「幻の朝顔」と呼ばれる。このうち、「黄色の朝顔」については、2014年に基礎生物学研究所、鹿児島大学、サントリーグローバルイノベーションセンターの合同チームが、キンギョソウから黄色色素オーロンの遺伝子を導入することで黄色い朝顔を開花させることに成功した（それまでは、黄色を求める試行の過程でできあがったクリーム色の「右近」「月宮殿」が黄色に近い品種とされていた）。一方、「黒色の朝顔」の作出も試みられている。現在、黒色に最も近いといわれるものとして「黒王」という品種がある。
おおよそは、江戸時代に突然変異により作られた品種をベースに交配を重ねて新しい品種がつくられている。これを育種と呼ぶ。

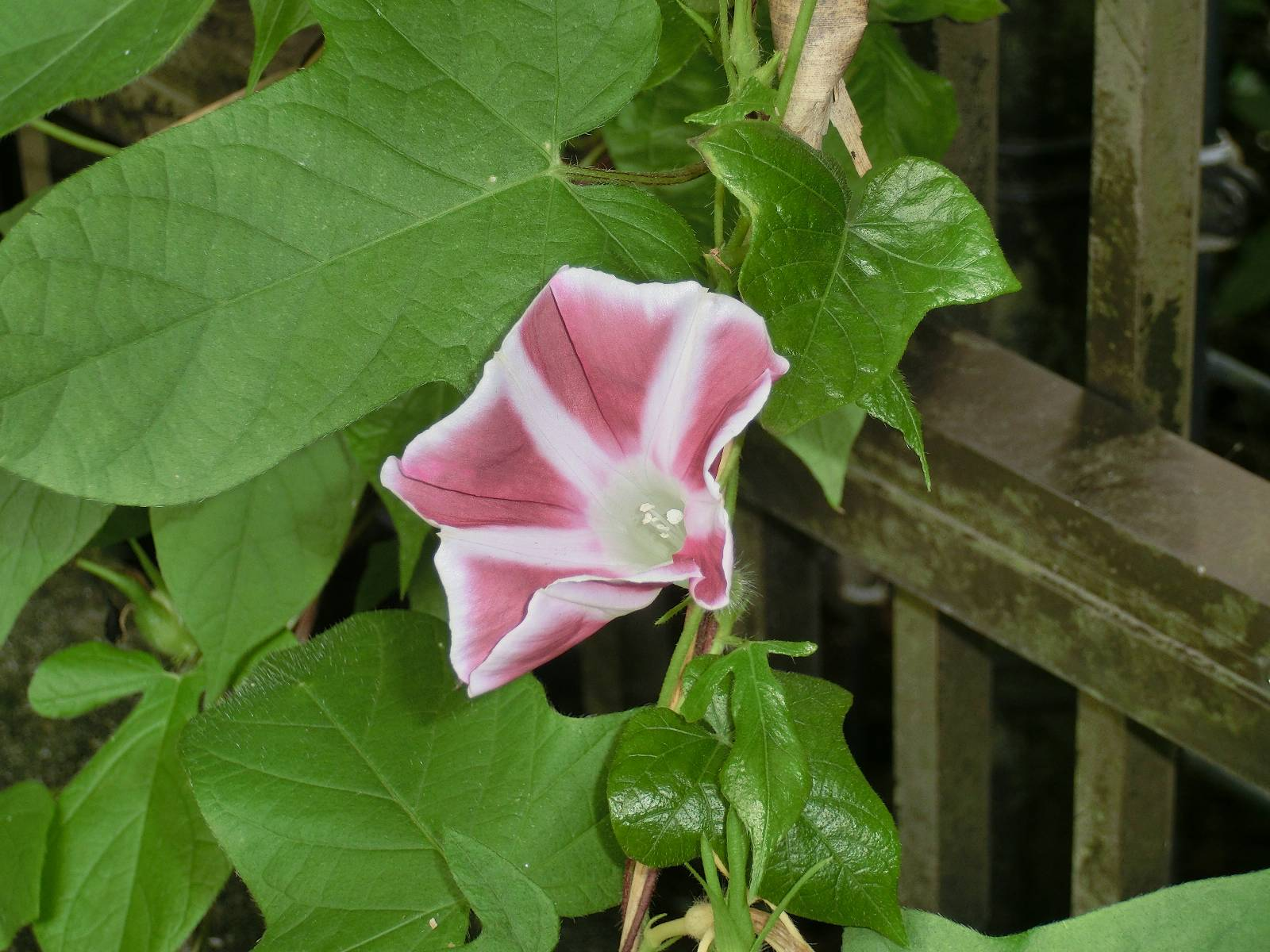
8月に咲いた曜白

近年の育種の大きい成果の一つに曜白（ようじろ）朝顔がある。作出は静岡大学名誉教授の米田芳秋による。米田はマルバアサガオとアフリカ系のアサガオを交配させ、日本の園芸アサガオを掛け合わせた。その過程で花弁の曜の部分が白くなる系統が発見され、曜白朝顔作成に繋がった。後に大手種苗会社から発売されたことにより一般に普及した。

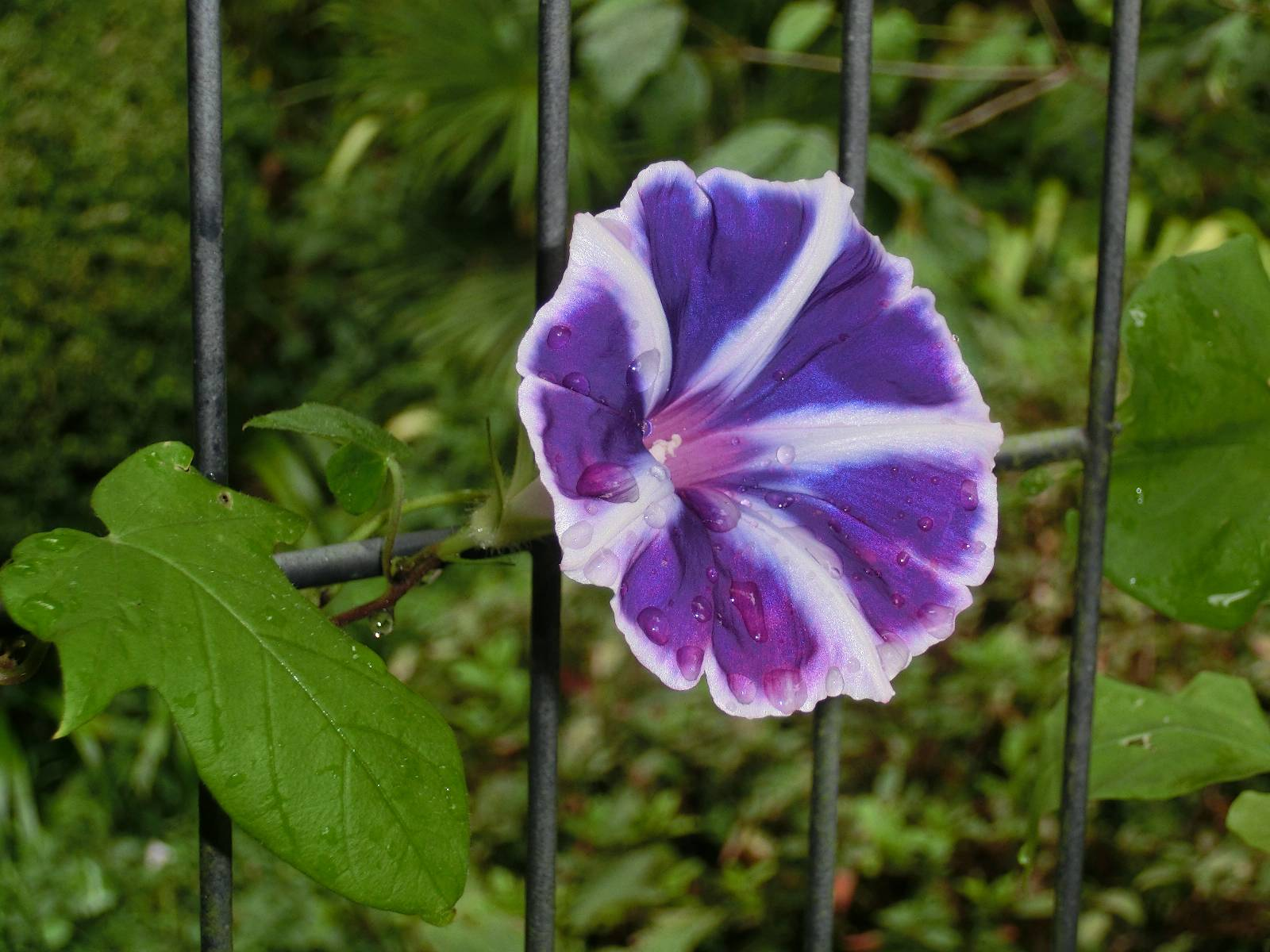
9月に咲いた曜白

かつては偶然の突然変異により新種が作られていた。現代は主に交配により研究者、種苗会社、また競技花として優良なものを作ろうとしている民間栽培家がそれぞれ新しいものを作出している。遺伝子組換技術を用いたり、種子に重イオンビームを照射して強制的に突然変異を誘発したりする育種法も開発されている。

### 日本以外の品種改良
高温を好む植物で短日性のため、イギリス等の高緯度地域での栽培は難しく欧米ではあまり品種もないが、庭園用の多花性品種として鮮紅色中輪の「スカーレット・オハラ」などが作出されている。なお近縁種のマルバアサガオは比較的早くから欧米で栽培され、花色の変異も色々見られる。
さらに「ヘブンリー・ブルー」などのソライロアサガオは近縁の別種である。ソライロアサガオやマルバアサガオはまとめて「西洋朝顔」と呼ばれることもある。

## 年中行事

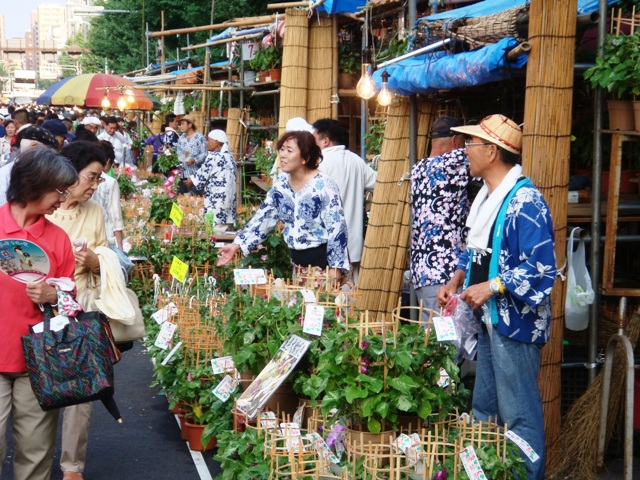
入谷朝顔市。2008年

### 朝顔展
- 東京都
  - 日比谷公園「超大輪朝顔展」 - 毎年7月末から8月初旬
  - 靖国神社「奉納朝顔展」
  - 魚籃寺（東京都港区三田）「変化朝顔展」 - 毎年8月後半の3日間
- 千葉県
  - 国立歴史民俗博物館くらしの植物苑「伝統の朝顔展」

### 朝顔の売買と朝顔市

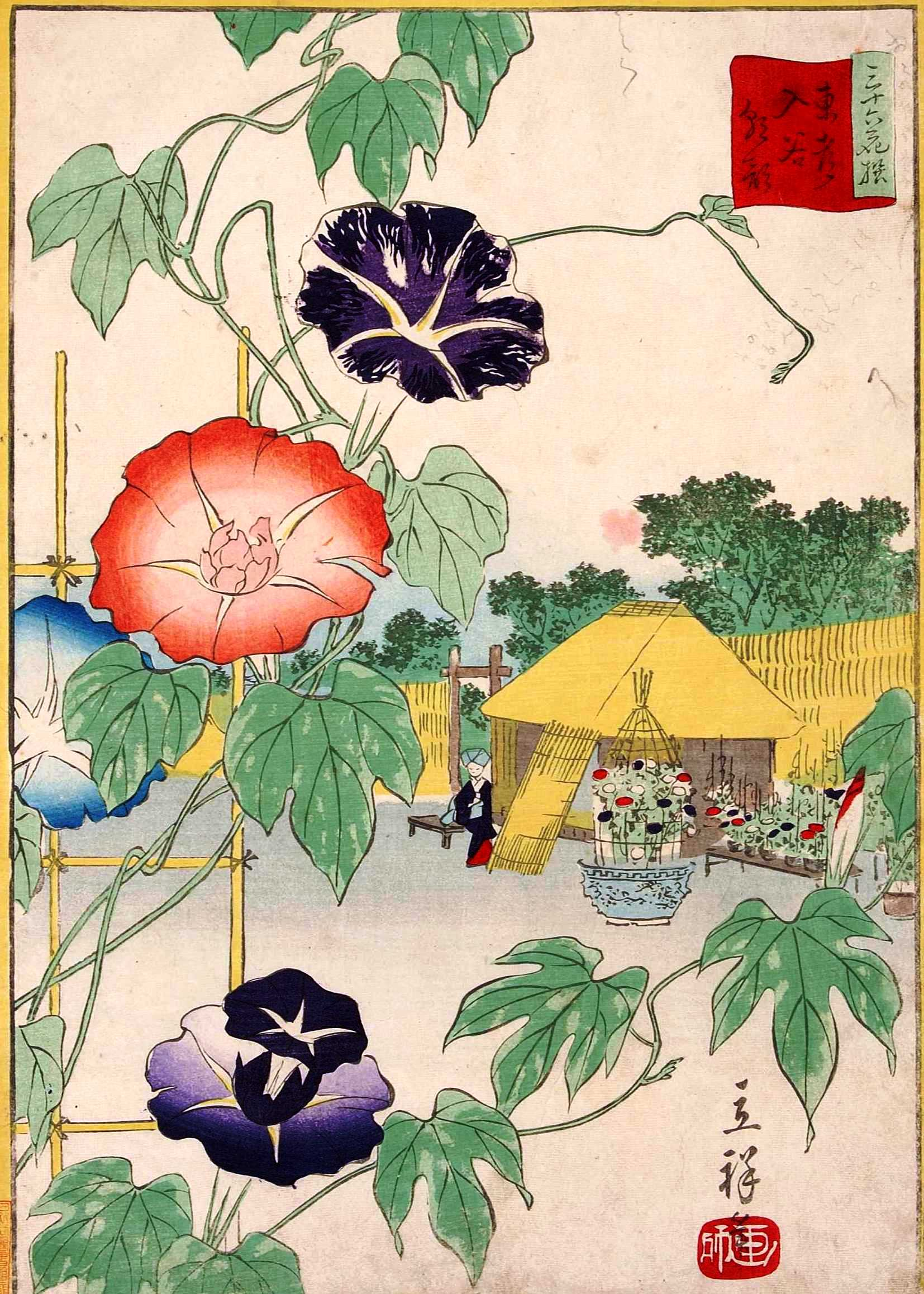
「三十六花撰」「東都入谷朝顔」 「廿八」1866年。歌川広重画

朝顔は別名「牽牛」といい、これは中華文化圏での名称でもあるが、朝顔の種が薬として非常に高価で珍重された事から、贈答された者は牛を引いて御礼をしたという謂れである。平安時代初期につくられらたわが国最初の漢和辞典に「牽牛子」と記載されていることから、朝顔が渡来したのはこの頃であったと推定される。
その後、江戸時代には七夕の頃に咲く事と、牽牛にちなみ朝顔の花を「牽牛花」と以前から呼んでいたことから、織姫を指し、転じて朝顔の花を「朝顔姫」と呼ぶようになり、花が咲いた朝顔は「彦星」と「織姫星」が年に一度出会えた事の具現化として縁起の良いものとされた。これらの事により、夏の風物詩としてそのさわやかな花色が広く好まれ、鉢植えの朝顔が牛が牽く荷車に積載されて売り歩かれるようになった。
また珍奇な品種は愛好家たちが門外不出として秘蔵していたが、普通の品種は植木市や天秤棒を担いだ朝顔売りから購入することができた。こういった一般販売用の朝顔は、江戸では御家人などが内職として栽培していた。これが発展して、明治時代初期から入谷朝顔市が始まった。
栽培がし易く種を採りやすい品種については広く色々なものが市販されている。一般に市販されていない朝顔として、変化朝顔もしくは、各地の朝顔会でつくられる大輪朝顔がある。
出物変化朝顔については、劣性遺伝子がホモに組み合わさった時のみ、その形態が出るため、大量に種をまく必要がある。またその特殊な変化を残していくには、劣性遺伝子がヘテロで残っている親木を使うことになるが、それには、試し蒔きをしたり、独自の選別知識が必要になる。
大輪朝顔については各種販売されているが、各地の朝顔会で作られる品種の多くは市販されていない。これらの種は朝顔会に入会するか、各地で催される朝顔展示会での販売などで入手することができる。

## 文化

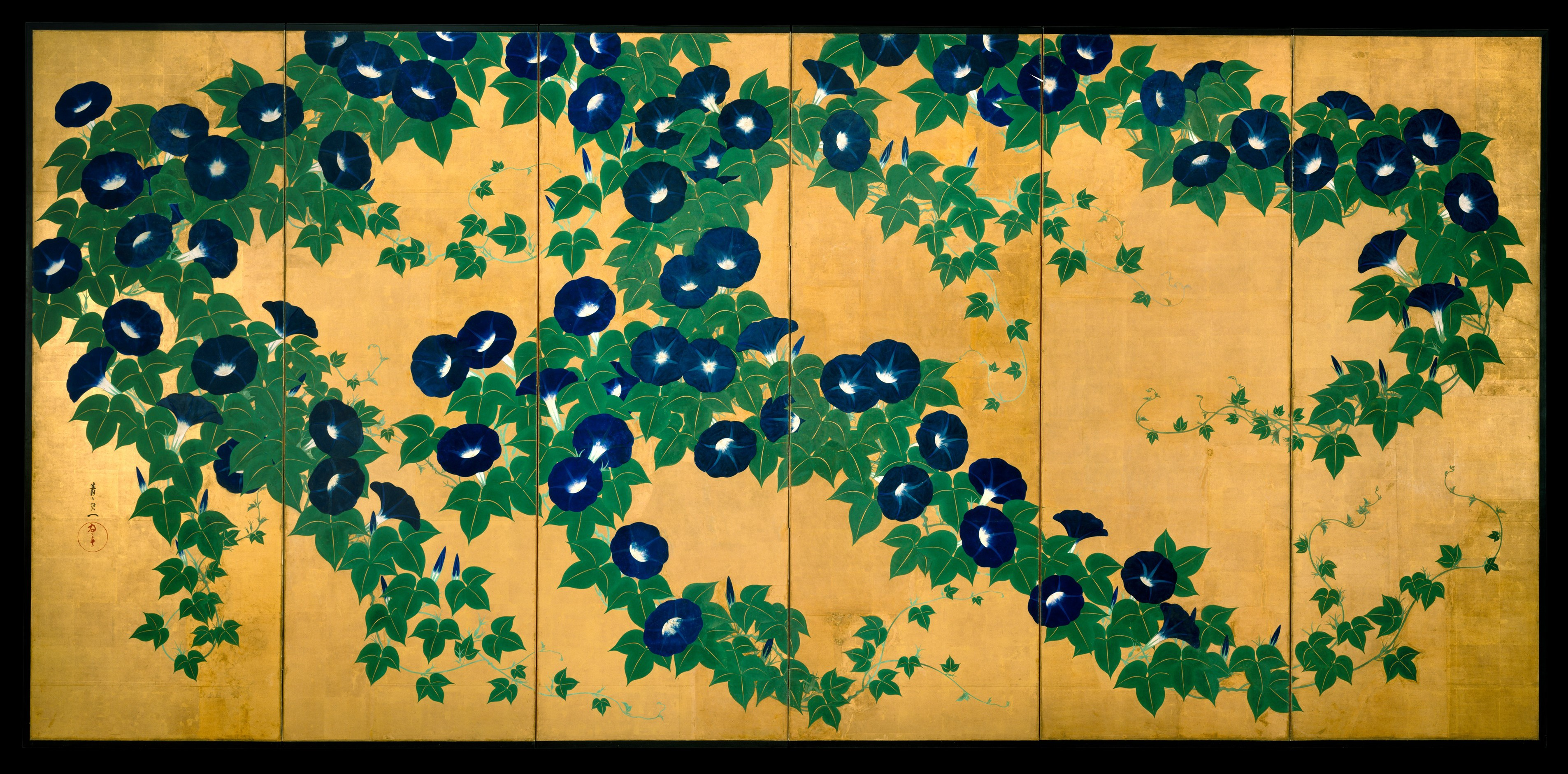
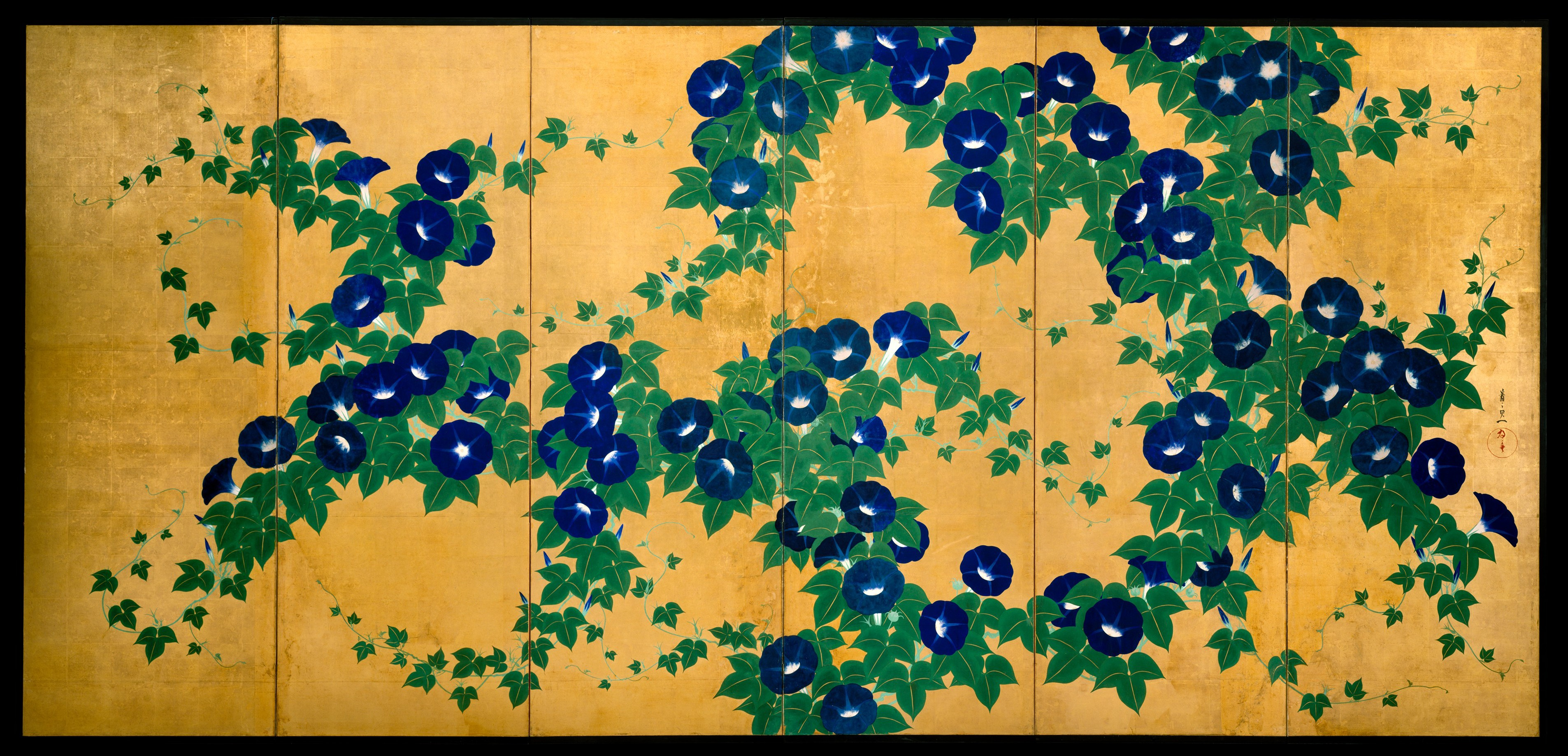

絵画
- 屏風絵『朝顔図屏風』 鈴木其一、幕末期。

- その他

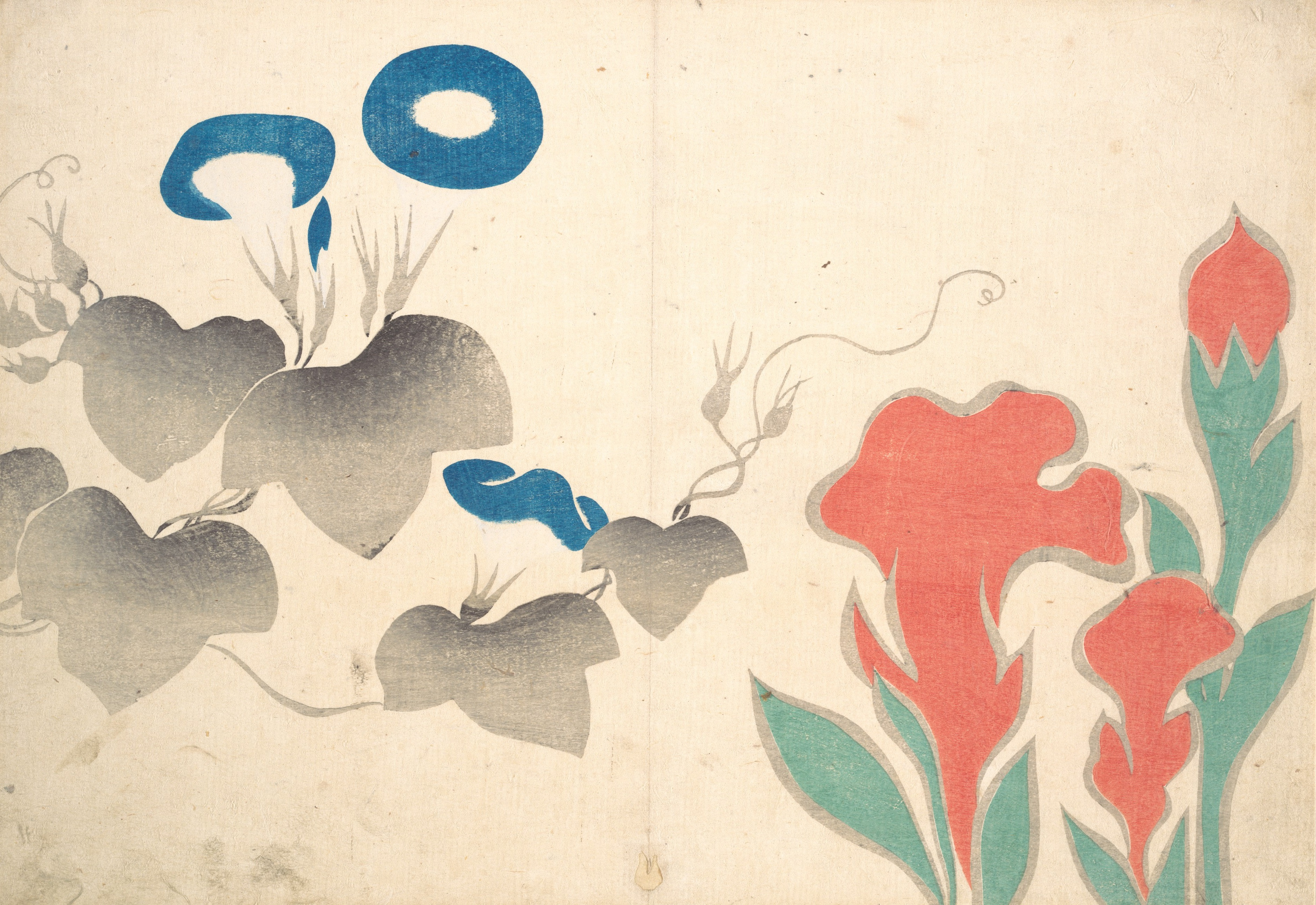
尾形光琳
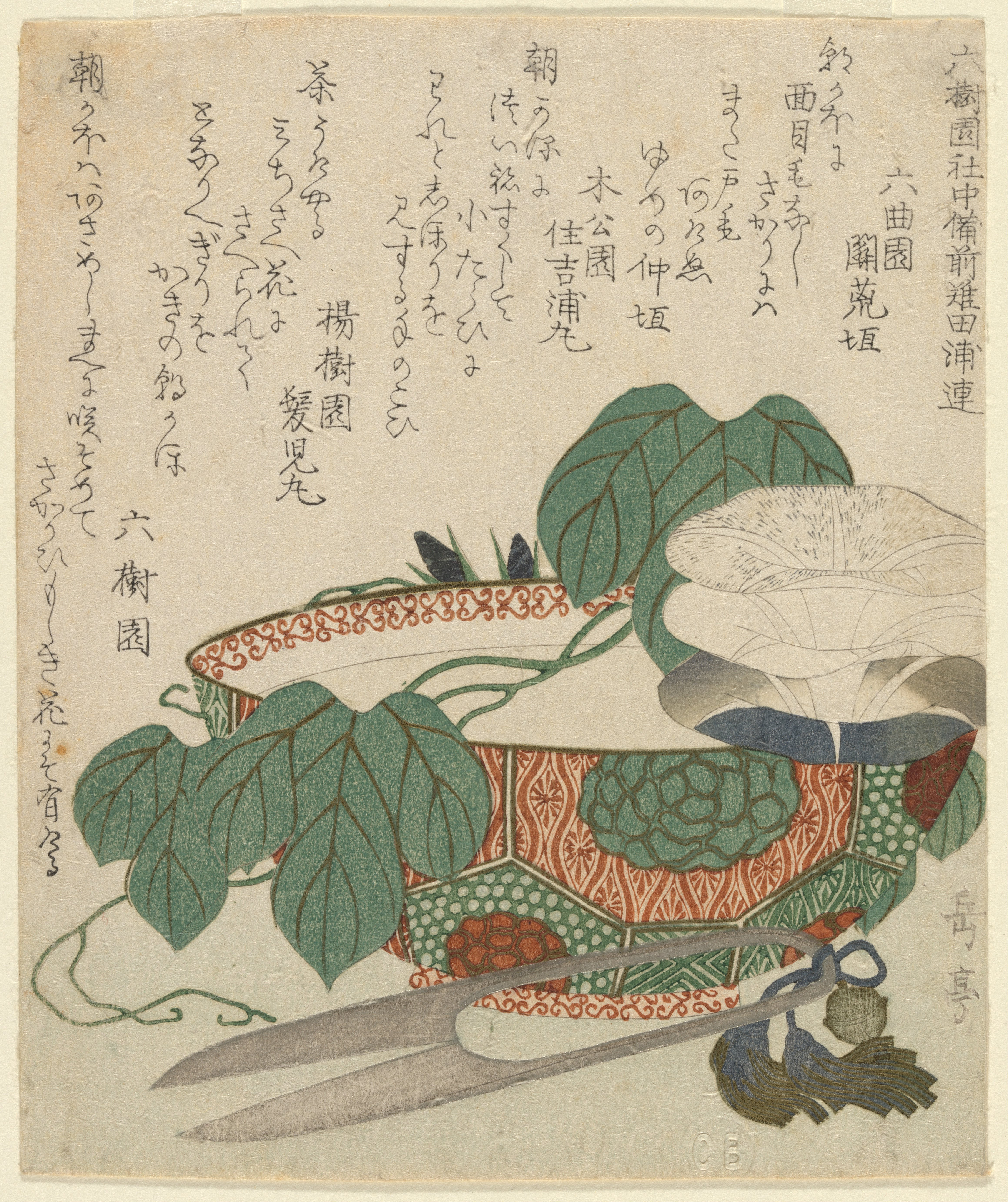
岳亭春信 1818年
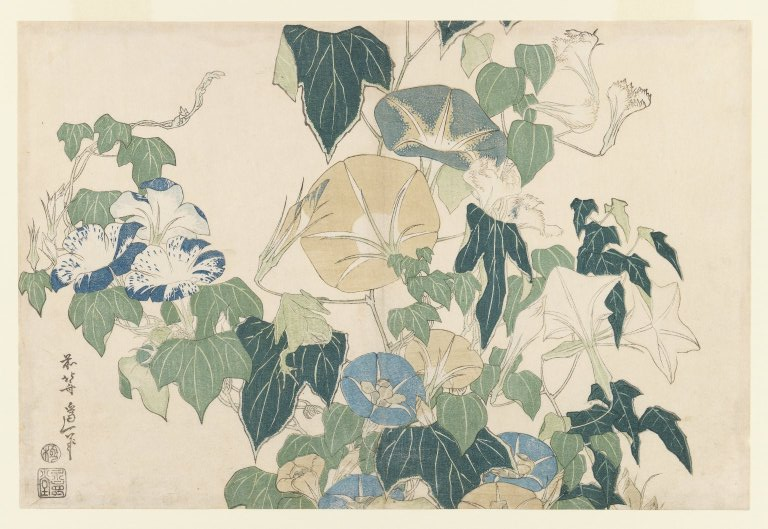
葛飾北斎。1828年
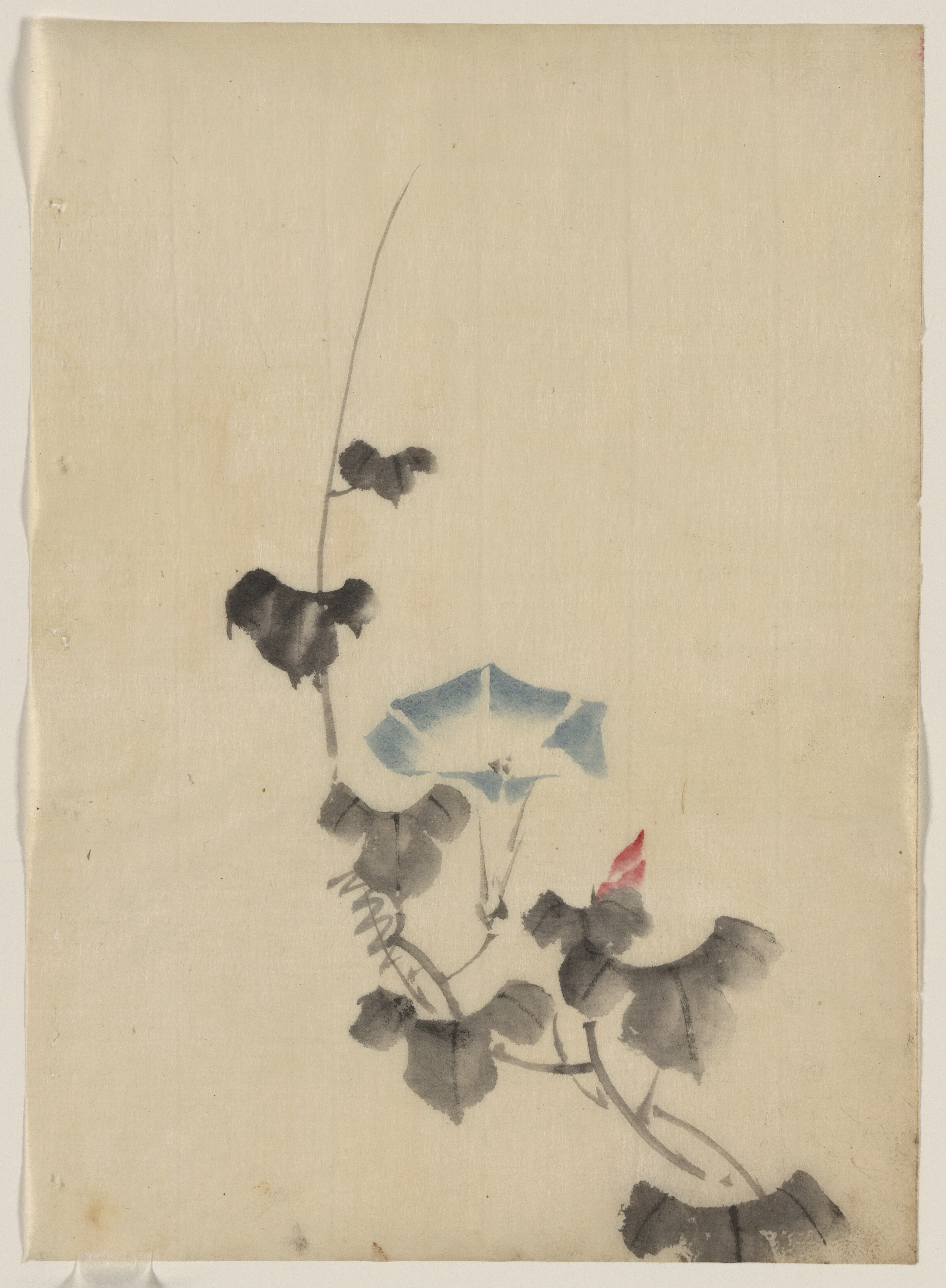
葛飾北斎。1830年
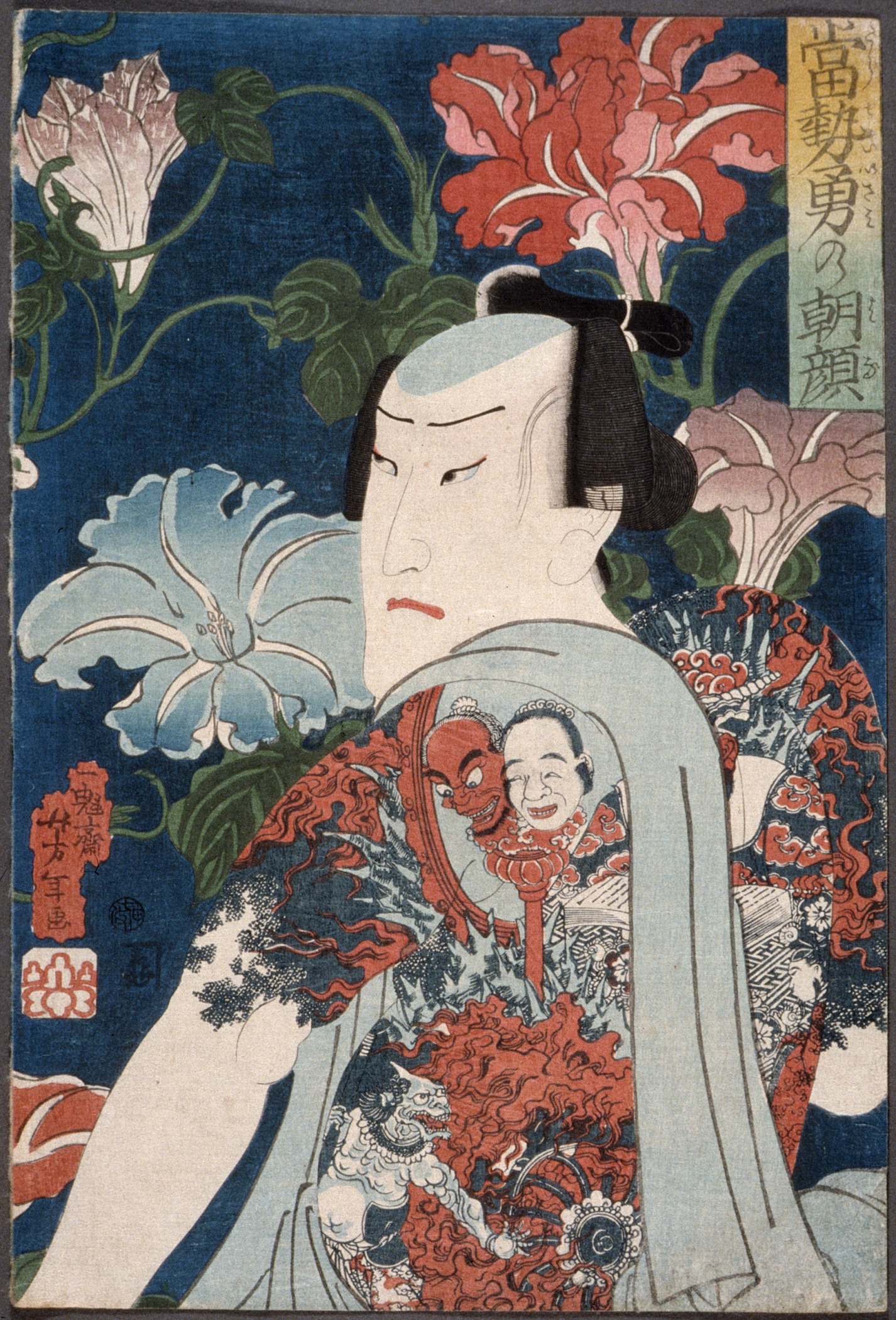
月岡芳年「当勢勇の朝顔」1860年
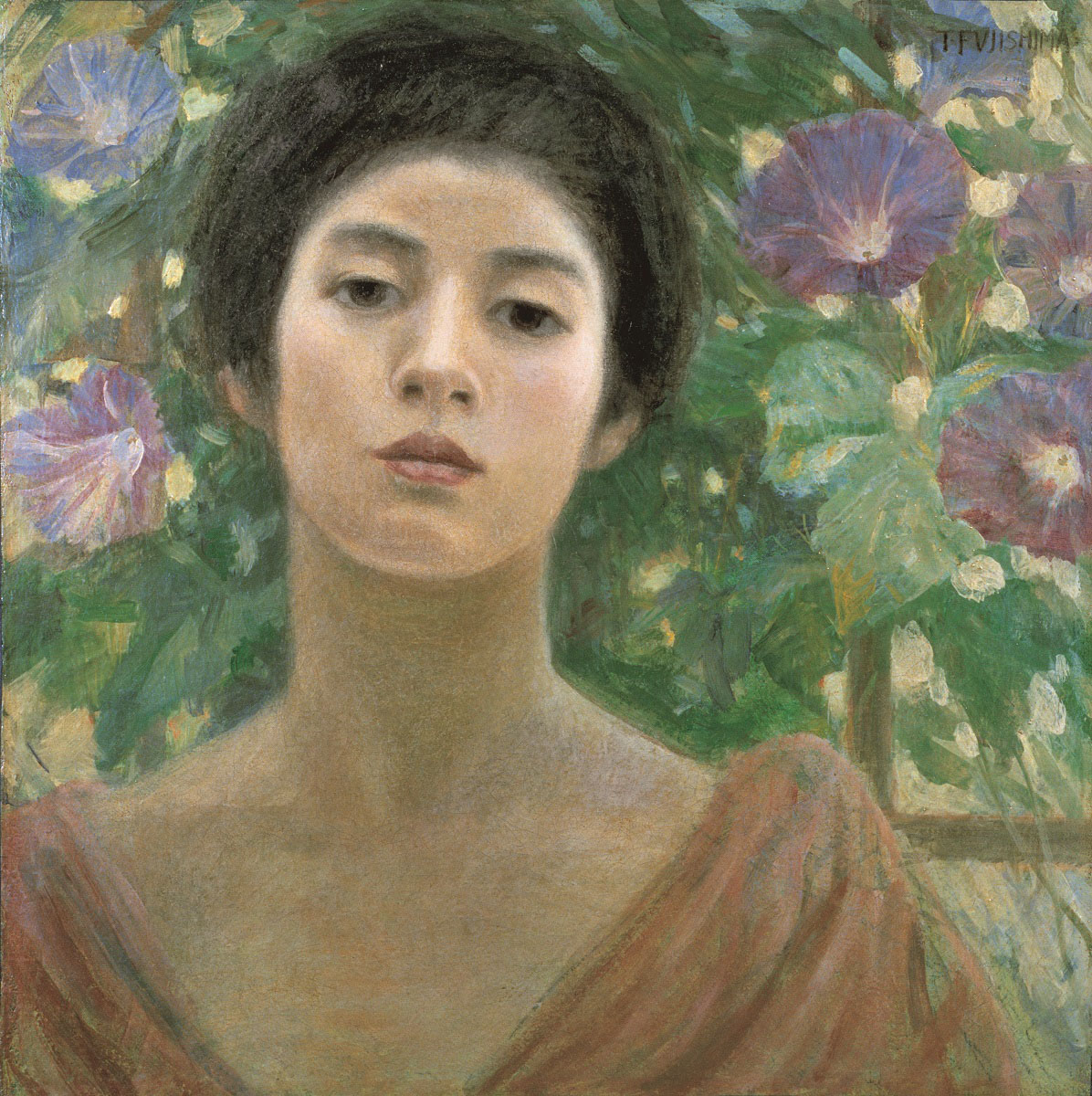
婦人と朝顔 藤島武二。1904年
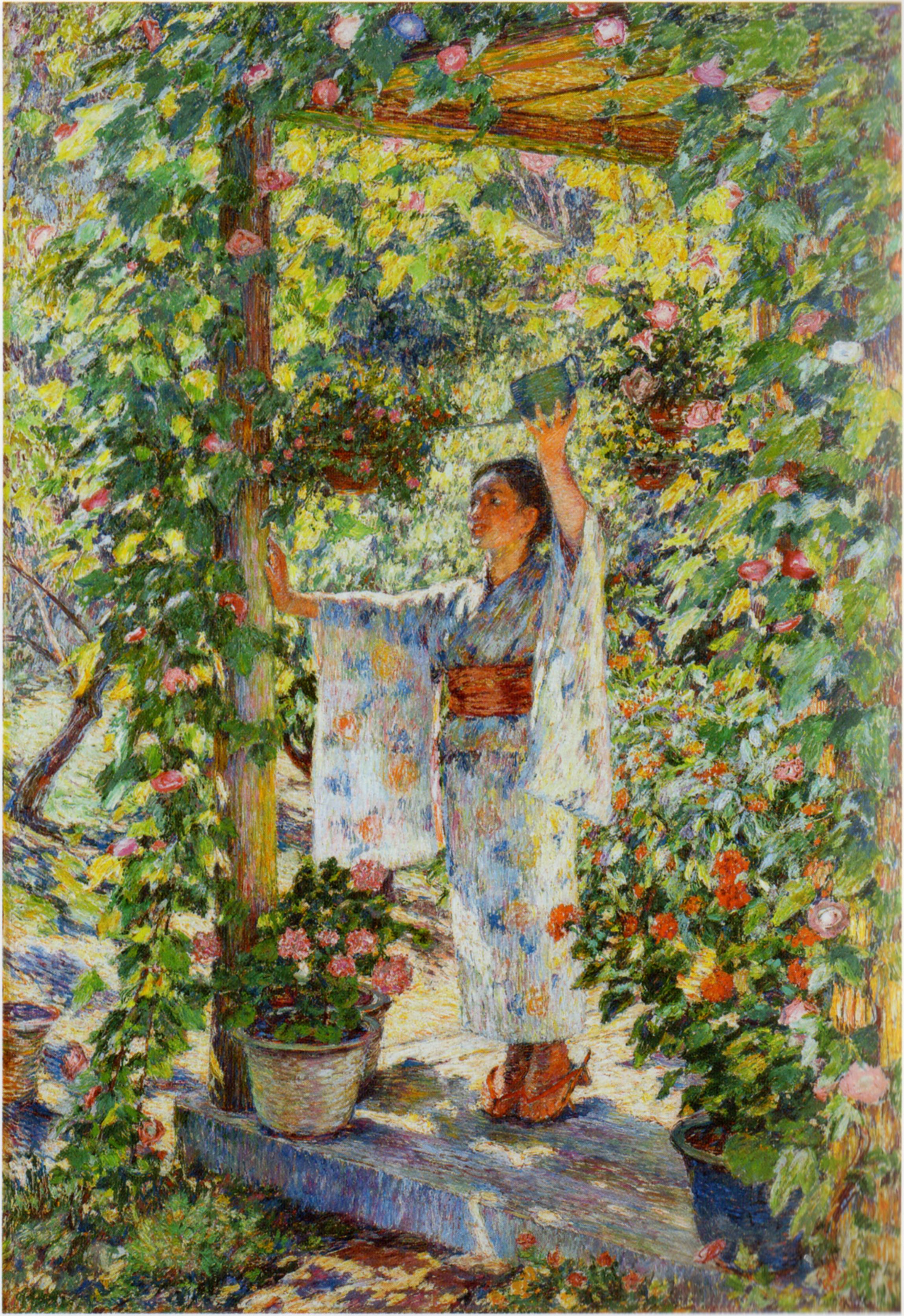
児島虎次郎、1916年

俳句
「朝顔」は夏ではなく秋の季語である。もともと、秋の花とイメージされていたためである。
- 朝顔につるべ取られてもらひ水（加賀千代女）

図譜
- 「朝顔三十六花撰」萬花園主人（横山正名）選、服部雪斎画。江戸時代の嘉永7年に横山正名（1833年-1908年）がまとめた36種の突然変異体の図譜。横山は幕臣で陸軍奉行を勤め、維新後には趣味を活かして植木商となった。鍋島直孝が杏葉館の名で序文を書いている。文化12年(1815)以降、多くの朝顔図譜が刊行されたが、そのなかで本書は最高の出来といわれる。「花撰」は「歌仙」のもじりで、それに合わせて36品を載せた。著名な朝顔愛好家たちの育成品ばかりだが、うち7品は横山正名の、2品は鍋島直孝の育成した品である。
- 『あさかほ叢』四時庵形影選、文化13年（1816)年刊。刊行当時栽培されていた朝顔は700種以上といわれ、そのうち500種を確認し、100枚の図として収録
- 『三都一朝』成田屋留次郎著、田崎草雲画、1854年刊。

慣用句
- 朝顔の花一時（あさがおのはないっとき）

朝顔の花は早朝に咲いたと思うと昼にはしぼんでしまうことから、物事の衰えやすいことのたとえとしていう。
その他

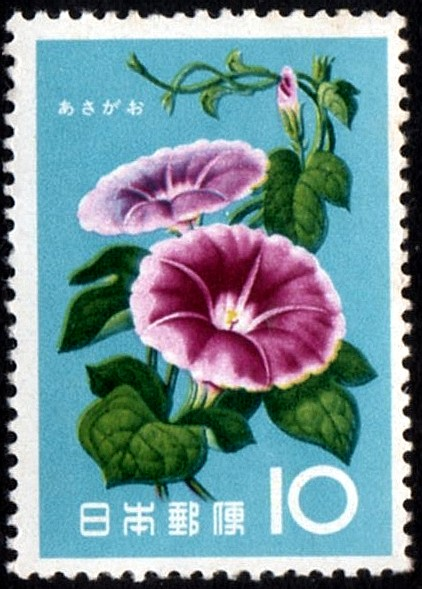
切手。1961年

- 複数の自治体がアサガオを市区町村の花としている。- 東京都台東区、武蔵野市、神奈川県横浜市旭区 など。
- 小学校低学年での観察実験の教材としてよく使われている。
- 朝顔市は夏の風物詩となっている。特に入谷の朝顔市が著名である。
- 朝顔の茶会…千利休は満開のアサガオを一輪を残して全て摘み取り、見物に来た豊臣秀吉を迎えた。秀吉はいぶかしんだが、茶席に生けられた一輪の朝顔に感動したと伝えられる。利休が茶の心を示した故事である。
- 朝顔 (源氏物語)、浄瑠璃「生写朝顔話」
- フランスでは「真昼の美女」と呼ばれ、これに香りが加わったら完璧と称えられている。

## 近縁種
サツマイモ Ipomoea batatas
クウシンサイ Ipomoea aquatica
ソライロアサガオ Ipomoea tricolor
アメリカソライロアサガオ、セイヨウアサガオともいう。英語で、マルバアサガオなどとともに Morning glory と総称する。園芸植物として改良されている。近年では多花性昼咲性のソライロアサガオの人気が高まっている。
マルバアサガオ Ipomoea purpurea
英語で、ソライロアサガオなどとともに Morning glory と総称する。園芸植物として改良されている。葉が円くて分裂せず、質がやや厚く、毛が少ない。萼片の長さは幅の3倍ほどで、先があまり細まらない。花枝は、一般に葉柄よりも長く、先に4 - 8個の花をつける。果実は下を向く。
ノアサガオ Ipomoea indica
沖縄県原産で、同県では低地の森林や藪にごく普通に分布する野生種である。多年生・宿根性で、関東以南では越冬して成長し古い茎はやや木質化する。ノアサガオの園芸品種が「琉球アサガオ」「オーシャンブルー」「宿根アサガオ」など多くの異なる名称で販売されている。草勢はきわめて強健で、蔓は数mの高さにまで伸び、垣根や家の壁面などをカーテン状に覆い尽くす。葉もアサガオより大きく、掌大のハート形で、花は多数が房咲きし壮観である。時刻と気温によって花の色が変化し、早朝は青く昼は紫になる。結実しにくいので挿し木で繁殖させるが、夏から秋に古い蔓を30cmほどに切って浅く植えると簡単に根付き、繁殖は容易である。暖地なら露地でも越冬するが、0℃以下だと株が凍死するので鉢上げして室内に取り込む。

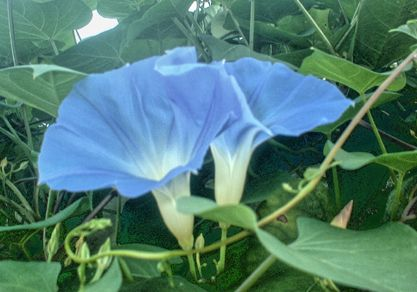
ソライロアサガオ（西洋アサガオ、ヘブンリーブルー）
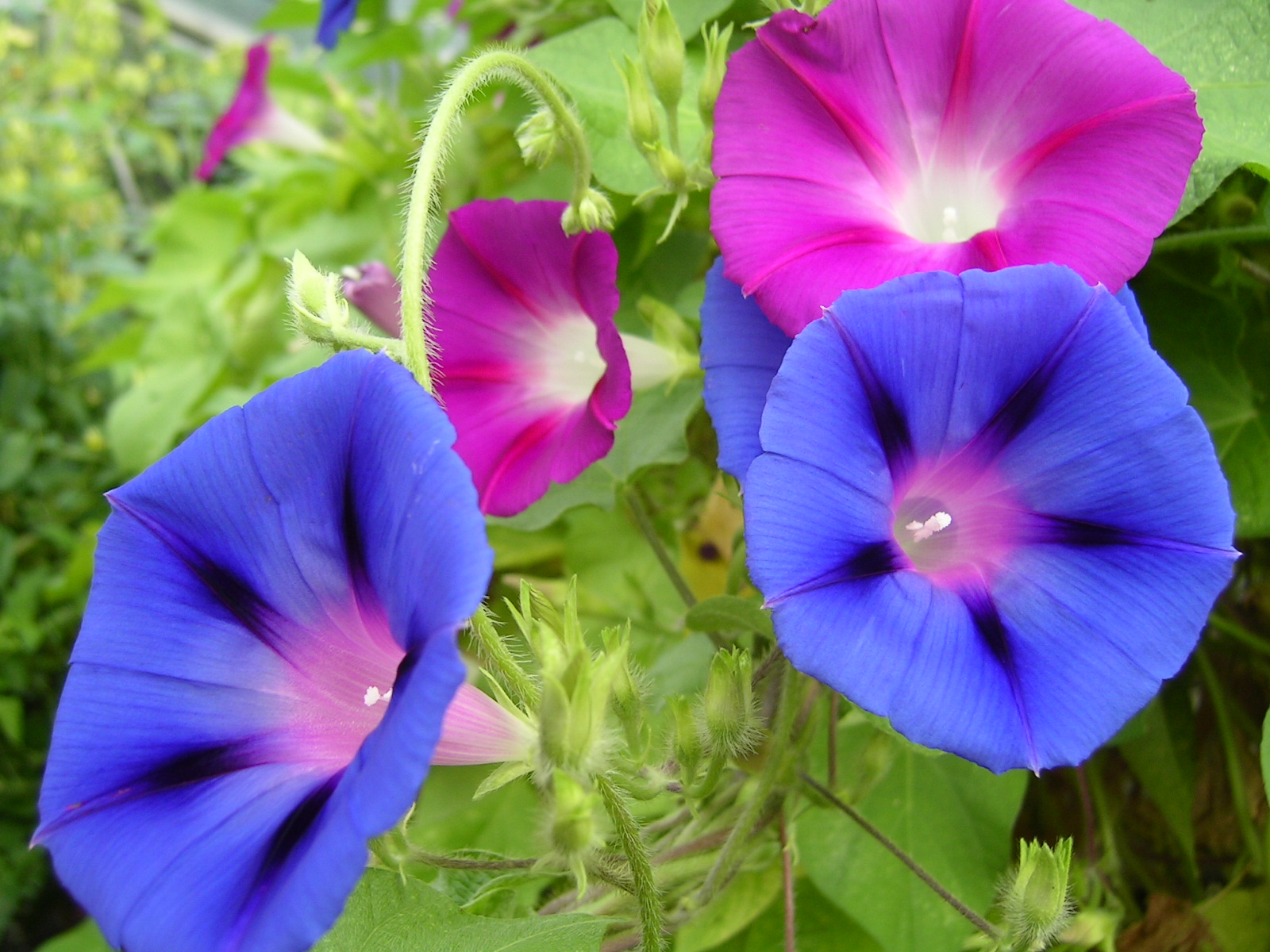
マルバアサガオ
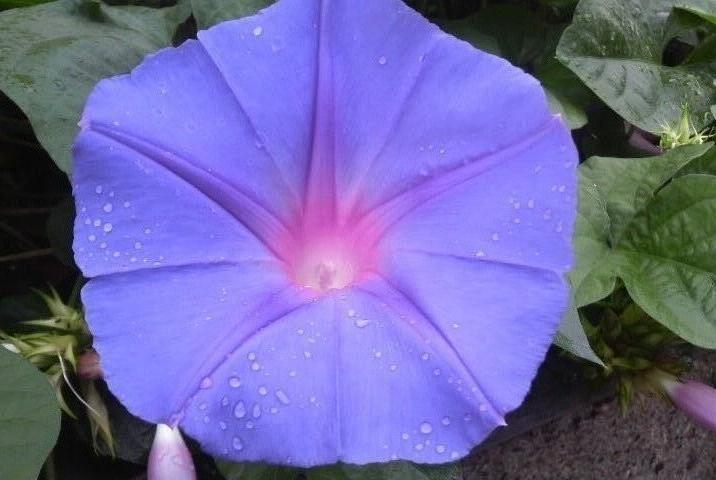
ノアサガオ（琉球アサガオ、オーシャンブルー、宿根アサガオ）